# The First Time
The First Time je americká romantická komedie roku 2012. Film natočil podle vlastního scénáře Jon Kasdan. Hlavní role v něm ztvárnili Britt Robertsonová, Dylan O'Brien, James Frecheville a Victoria Justice.

## Děj
Dave Hodgman (Dylan O'Brien) je student čtvrtého ročníku střední školy, který sní o dívce jménem Jane Harmonová (Victoria Justice). Aubrey Millerová (Britt Robertsonová) je studentka druhého ročníku, má staršího přítele Ronnyho (James Frencheville), který jí vůbec nerozumí a vlastně se o ni ani nezajímá. Díky naprosto obyčejné konverzaci se mezi Davem a Aubrey vytváří neuvěřitelné pouto a během víkendu se věci začínají magicky, romanticky a vtipně komplikovat. Dvojice poznává, jaké to je, poprvé se zamilovat.

## Obsazení
| Dylan O'Brien             | Dave Hodgman      |
| Britt Robertsonová        | Aubrey Miller     |
| Craig Roberts             | Simon Daldry      |
| James Frencheville        | Ronny             |
| Victoria Justice          | Jane Harmon       |
| Joshua Malina             | otec Aubrey       |
| Christine Taylorová       | matka Aubrey      |
| Maggie Elizabeth Jonesová | Stella Hodgmanová |
| Halston Sage              | Brianna           |
| Adam Sevani               | Wurtzheimer       |
| Molly C. Quinnová         | Erica č. 1        |
| Christine Quynh Nguyen    | Erika č. 2        |
| Matthew Fahey             | Brendan Meltzer   |